# Boissy-Fresnoy
Boissy-Fresnoy ist eine französische Gemeinde mit 955 Einwohnern (Stand: 1. Januar 2022) im Département Oise in der Region Hauts-de-France (vor 2016: Picardie); sie gehört zum Arrondissement Senlis und zum Kanton Nanteuil-le-Haudouin. 

## Geographie
Boissy-Fresnoy liegt etwa 33 Kilometer ostsüdöstlich von Senlis. Umgeben wird Boissy-Fresnoy von den Nachbargemeinden Ormoy-Villers im Norden und Nordwesten, Lévignen im Norden und Nordosten, Betz im Osten und Südosten, Villers-Saint-Genest im Süden sowie Péroy-les-Gombries im Westen.
Durch die Gemeinde führt die Route nationale 2.

## Bevölkerungsentwicklung
| Jahr                      | 1962 | 1968 | 1975 | 1982 | 1990 | 1999 | 2006 | 2013 | 2021 |
| Einwohner                 | 449  | 478  | 433  | 494  | 634  | 799  | 886  | 1041 | 968  |
| Quelle: Cassini und INSEE |      |      |      |      |      |      |      |      |      |

## Sehenswürdigkeiten
- Kirche Saint-Étienne (siehe auch: Liste der Monuments historiques in Boissy-Fresnoy)

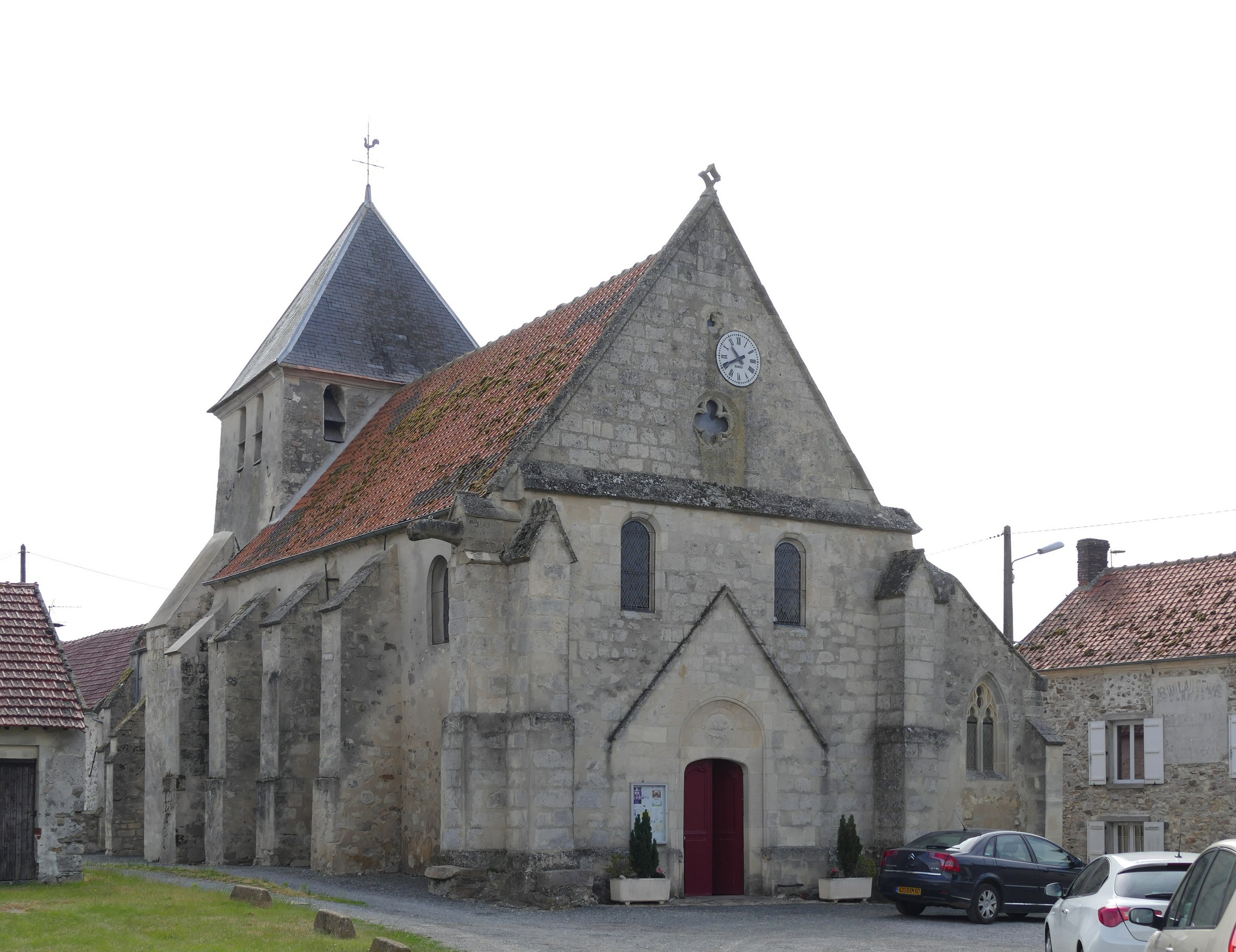
Kirche Saint-Étienne